# Teeth (film)
Pour les articles homonymes, voir Teeth.
Teeth est un film d'horreur américain réalisé par Mitchell Lichtenstein, qui est sorti le 19 janvier 2007 aux États-Unis, pendant le Festival du film de Sundance, et le 7 mai 2008 en France,.

## Synopsis
Dawn O'Keefe (Jess Weixler) est une jeune fille de 17 ans qui prône activement l'abstinence avant le mariage en tant que membre d'une association chrétienne, promouvant notamment le port d'une bague de virginité. Elle rencontre un nouveau membre du groupe, Tobey (Hale Appleman), et tout de suite les deux lycéens éprouvent manifestement une forte attirance physique mutuelle. Lorsqu'ils se révèlent enfin leurs attirances ils décident de cesser de se voir craignant de rompre leurs vœux d'abstinence. Seulement ils cèdent à la tentation et se donnent rendez-vous près d'une fontaine naturelle où ils nagent ensemble et se séduisent. Finalement ils s'embrassent et lorsque Dawn change d'avis et repousse Tobey, ce dernier commence à la violer jusqu'au moment où le vagin de Dawn paniquée mord et arrache le pénis de Tobey. Il quitte la scène horrifié puis Dawn, tout aussi choquée, s'évade à son tour.  
Après une visite sanglante chez un gynécologue et une recherche internet sur le vagina dentata (« vagin denté »), Dawn comprend qu'elle possède des dents acérées dans son vagin. Elle va par la suite prendre le contrôle de sa sexualité et punir avec ce nouveau pouvoir les hommes qui lui manqueront de respect.

## Fiche technique
- Titre original : Teeth
- Réalisation : Mitchell Lichtenstein
- Scénario : Mitchell Lichtenstein
- Production : Joyce Pierpoline et Mitchell Lichtenstein
- Musique : Robert Miller (en)
- Photographie : Wolfgang Held
- Montage : Joe Landauer
- Costume : Rita Ryack (en)
- Genre : Film d'horreur, Comédie
- Nationalité : Américain
- Budget: 2 millions $
- Durée : 96 minutes
- Date de sortie : Le 7 mai 2008

## Distribution
- Jess Weixler (VF : Alexandra Ansidei) : Dawn
  - Ava Ryen Plumb : Dawn jeune
- John Hensley (VF : Vincent Barazzoni) : Brad
  - Hunter Ulvog : Brad jeune
- Hale Appleman : Tobey Cobb
- Josh Pais : Dr. Godfrey
- Vivienne Benesch : Kim
- Lenny von Dohlen : Bill
- Ashley Springer (VF : Lazare Herson-Macarel) : Ryan
- Nicole Swahn : Mélanie
- Adam Wagner : Phil
- Trent Moore : Mr. Vincent

Source et légende : Version française (VF) sur le site d’AlterEgo (la société de doublage)

## Production
La piscine naturelle Hamilton Pool Preserve, située à environ 37 km à l'ouest d'Austin, au Texas, est un des sites de tournage du film.

## Autour du film

### Anecdotes
- Teeth a été tourné entre mars et avril 2006 à Austin (Texas).

## Distinctions
| Année | Distinction                                             | Catégorie                          | Nom                   | Résultat   |
| ----- | ------------------------------------------------------- | ---------------------------------- | --------------------- | ---------- |
| 2007  | Berlinale                                               | Teddy Award du meilleur film       | Mitchell Lichtenstein | Nomination |
| 2007  | Festival du cinéma américain de Deauville               | Grand prix                         | Mitchell Lichtenstein | Nomination |
| 2007  | Festival du film de Sundance                            | Prix spécial du jury               | Jess Weixler          | Lauréat    |
| 2007  | Festival du film de Sundance                            | Grand prix du jury                 | Mitchell Lichtenstein | Nomination |
| 2007  | Festival international du film de Catalogne             | Meilleur film                      | Mitchell Lichtenstein | Nomination |
| 2007  | Gotham Independent Film Awards                          | Meilleure révélation de l'année    | Jess Weixler          | Nomination |
| 2008  | Festival international du film fantastique de Gérardmer | Prix du jury                       | Teeth                 | Lauréat    |
| 2008  | Fright Meter Awards                                     | Meilleure actrice                  | Jess Weixler          | Nomination |
| 2008  | Fright Meter Awards                                     | Meilleur scénario                  | Mitchell Lichtenstein | Nomination |
| 2009  | Fangoria Chainsaw Awards                                | Meilleure actrice                  | Jess Weixler          | Nomination |
| 2009  | Fangoria Chainsaw Awards                                | Meilleur scénario                  | Mitchell Lichtenstein | Nomination |
| 2009  | Fangoria Chainsaw Awards                                | Meilleure musique d'accompagnement | Robert Miller         | Nomination |